# جمعية الشباب المسلم (البوسنة والهرسك)
الشباب المسلم هي جمعية دينية وسياسية تأسست في سراييفو عام 1939م.

## خلفية
عاني مسلمو البوسنة من التبعية والتهميش وفقدان الهوية منذ انسحاب الدولة العثمانية وبداية الاحتلال النمساوي لأراضي البوسنة عام 1878م، وبدأ الوضع يزداد سوءًا بعد نهاية الإمبراطورية النمساوية عقب هزيمتها في الحرب العالمية الأولى عام 1918م وسيطرة المملكة اليوغوسلافية الصربية علي البوسنة فقامت بتهميش كل من هو غير صربي، ومنحت الصرب الأولوية في الوظائف والخدمات العامة وغيرها من نشاطات الحياة اليومية. وفي بداية الحرب العالمية الثانية بدأت القوى الكبرى بحشد الولاء في المنطقة الغربية للبلقان، فانحاز الصرب إلى معسكر الحلفاء بينما انحاز الكروات إلى دول المحور، وقام الطرفان الصربي والكرواتي بقتل مسلمي البوسنة والتنكيل بهم بذريعة دعمهم للطرف الآخر. ووقعت إتفاقية «سفتكوفيتش- ماتشيك» ببن رئيس وزراء مملكة يوغوسلافيا ورئيس حزب الفلاحين الكروات التي قصت بإنشاء إقليم حكم ذاتي سمّي «بانوفينا كرواتيا» ضم أجزاء كبيرة من البوسنة والهرسك، مما عنى على أرض الواقع تقسيم البوسنة بين الصرب والكروات.

## التأسيس
دفعت إتفاقية «سفتكوفيتش- ماتشيك» مجموعة من طلاب وخريجي المدارس الثانوية والجامعات المسلمين لإنشاء جمعية تستنهض مسلمي البوسنة ليدافعوا عن بقائهم ويفكروا في هدف وطني إستراتيجي، فبدأوا بإنشاء جلسات مناقشة فكرية تهتم بواقع مسلمي البوسنة ومستقبلهم، وانطلقت من مدن سراييفو وموستار وزاغرب، ثمّ سرعان ما انتشرت في غالبية قرى ومدن البوسنة والهرسك، وتحولت هذه الحركة الصغيرة إلى منظمة تضم كل أطياف المجتمع، فأنشأت قسما للفتيات المسلمات وقدمت خدمات ومساعدات للمحتاجين أثناء الحرب العالمية الثانية. ورغم حداثة الجمعية التي ساهم علي عزت بيغوفيتش في تكوينها فإنها كانت متفتحة على العصر وعلى دينها وهدفت لبناء شخصية مسلمة تستطيع أن تتعايش مع الواقع الأوروبي. يقول بيجوفيتش عن مساهمته في تأسيسها:

## قمع المنظمة
عندما احتلت المانيا النازية يوغوسلافيا وحولتها إلى جمهورية فاشية في 1941م تصدت الجمعية لنشاط حزب الأستاشا النازي مما أثار غضب النازيين الألمان فحاربوا الجمعية وقاموا بحظرها. دخل الشيوعيون سراييفو بعد هزيمة ألمانيا في الحرب العالمية الثانية، وفي عام 1946م بدؤوا في تطبيق قوانين وإجراءات تنتهك الحريات الدينية لمسلمي البوسنة مثل تأميم الأوقاف وإغلاق المدارس الإسلامية وإلغاء المحاكم الشرعية وحظر ارتداء النقاب للمسلمات، وكذلك قامت الحكومة الشيوعية في يوغوسلافيا باعتقال المفكر البوسني بيغوفتش وصديقه نجيب شاكر بك بسبب مساعدتهما على إصدار جريدة المجاهد، واستطاع بيجوفيتش أثناء سجنه في سجن (فوتشا) أن يقوم بتأليف كتابه «هروبي إلى الحرية». يحكي بيغوفتش عن ذلك: 
وبعد خروجه من المعتقل شن الشيوعيون حملة أخرى على أعضاء الجمعية، وقُدّم أربعة منهم في العام 1949م إلى المحاكمة التي قضت في النهاية بإعدامهم، فضلاً عن اعتقال نحو ألف شخص بسبب نشاطهم الإسلامي المناهض للشيوعية أُعدم بعضهم ميدانيا في الشوارع دون محاكمة.

## دورها في تأسيس البوسنة والهرسك
سعت الجمعية لتأسيس دولة لمسلمي البوسنة وقام مفكروها بالتنظير لتلك الفكرة فتحدث مصطفى بوسولاغيتش، وهو أحد أشهر مفكري وكتاب جمعية الشباب المسلمين، عن نموذج باكستان التي تأسست حديثا كدولة قامت بجمع المسلمين من شبه القارة الهنديّة في دولة مستقلة، وعن قدرة مسلمي البوسنة والدول المجاورة على إنجاز عمل مشابه بسبب تشابه الأوضاع من حيث وجود مسلمين في مناطق متفرقة ضمن غالبية غير مسلمة. وعملت الجمعية على ثبيت هوية مستقلة لمسلمي البوسنة كمجموعة لها وحدتها وخطابها الثقافي والاجتماعي والسياسي. وبعد تصدع الأنظمة الشيوعية في أوروبا الشرقية وسماح الحزب الشيوعي اليوغسلافي بإقامة نظام متعدد الأحزاب انتهز علي عزت بيغوفيتش الفرصة لتأسيس حزب العمل الديمقراطي الذي أصبح أكبر الأحزاب اليوغوسلافية، بعد حصوله على أغلبية أصوات مسلمي البوسنة والهرسك ثم صار بيغوفتش رئيسا للجمهورية البوسنية.

## علاقتها بالإخوان المسلمين
يُعتقد أن الحركة تأثرت بأفكار الإخوان المسلمين عبر رئيس منظمة العلماء «الهداية» محمد هانجيتش الذي حصل على الدكتوراه من الأزهر في مصر عام 1935م، في الفترة التي انتشرت فيها أفكار الإخوان في مصر التي تأسّست عام 1928م، ونشط هانجيتش بعد عودته إلى سراييفو في نشر الوعي الدّيني والثّقافي بين المسلمين، ودعم جمعية الشباب المسلم بشكل قوي، إلا أن أدبيات أعضاء «الشباب المسلم» لا نكاد نجد فيها أيّ ذكر لحسن البنا أو الإخوان المسلمين، رغم أن أعمالها الفكرية والسلوكية تحمل تقاربا قويا بأدبيات «الإخوان المسلمين» في جوانب عدة، كمكافحة التغريب، والتركيز على الإصلاح الفردي كبوابة للنهوض بالمجتمع.
قال طارق مفتيتش وهو أحد مؤسسي جمعية الشباب المسلم: 

## أعلام تاريخية وعلمية

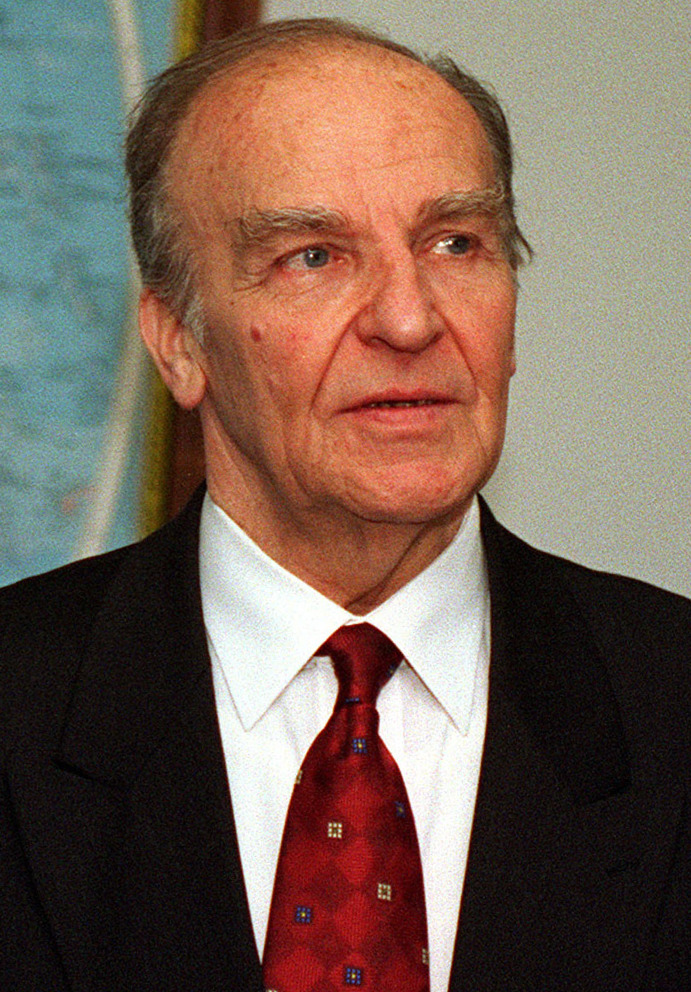
علي عزت بيجوفيتش: رئيس البوسنة والهرسك الأسبق.

- علي عزت بيجوفيتش: رئيس البوسنة والهرسك الأسبق.علي عزت بيجوفيتش: الرئيس البوسني الراحل وأشهر أعضاء الشباب المسلم. والمؤلف لكتب عديدة لاقت رواجا في البوسنة وخارجها حملت فكر «الشباب المسلم»، أسس حزب العمل الديمقراطي الذي مثل المسلمين البشناق، وفاز بالرئاسة في أول إنتخابات ديمقراطية.
- محمد هانجيتش: عالم أزهري، ورئيس جمعية العلماء "الهداية"، وداعم رئيسي لمنظمة الشباب المسلم، حيث تم السماح لهم بالانضواء تحت مظلة "الهداية"، كفرع شبابي لها بعض رفض السطات إعطاء تصريح لها" تم إغتياله أثناء خضوعه لعمليّة في المستشفى
- مصطفى بوسولاجيتش: المفكر الأبرز في المنظمة، له مؤلفات مثل«المسلمون في أوروبا» و«المسلمون في روسيا» والتي شكلت تصورًا لكيفية التعاطي مع الواقع. كما حارب الفكر الشيوعي والفاشي في مؤلفاته.
- حسن بيبر: القائد الفعلي للمنظمة فترة ما بعد الحرب، حيث نظم إرسال المساعدات للمعتقلين وذويهم قبل حبسه، وكذلك إخفائه للكتب والمنشورات التي أصبحت محظورة بعد وصول الشيوعيين للسلطة.
- عمر بهمن: رفيق علي عزت بيجوفيتش في «الشباب المسلم»، والسجين السياسي الذي قضى أطول فترة محكومية خلال فترة الشيوعية، وشارك مع بيغوفيتش في تأسيس حزب «العمل الديمقراطي».
- نصرت فزليبيغوفيتش: أحد قيادات الجمعية تم إعدامه من الحكومة الشيوعية.
- خالد كايتاز: القائد الفكري للمنظمة في فترة ما بعد الحرب العالمية الثانية.
- عمر ستوباتس: أحد قيادات الجمعية، أعدمته الحكومة الشيوعية.
- طارق مفتيتش: أحد مؤسسي الجمعية.[19]